# Carl Magnus Fürst
Carl Magnus Fürst, född den 14 december 1854 i Karlskrona, död den 12 april 1935 i Lund var en svensk anatom, läkare och professor.  Han var dubbelkusin till Thorvald Fürst.

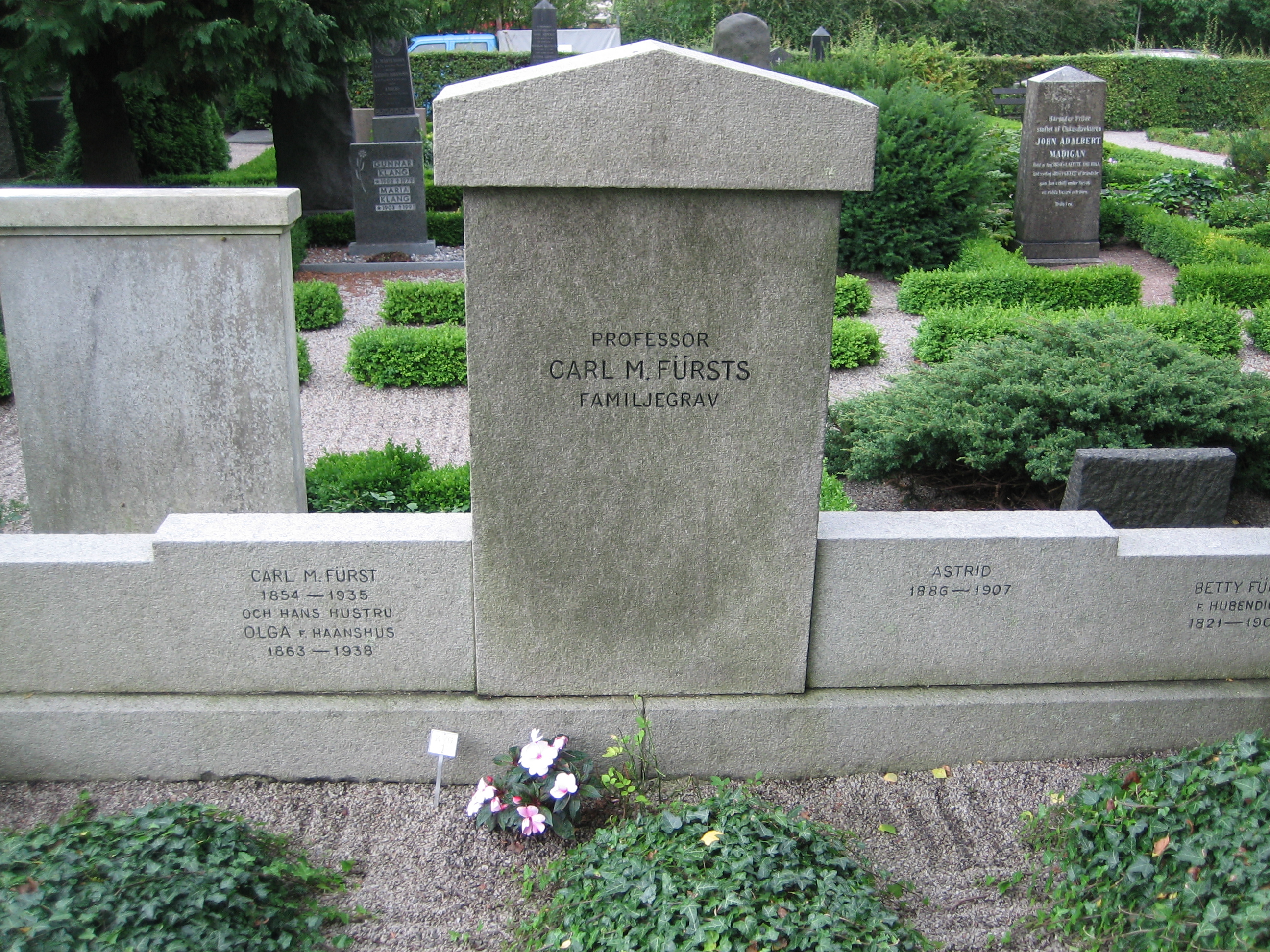
Gravvården Klosterkyrkogården

## Biografi
Carl Magnus  Fürst tillhörde en familj med djupt förankrade läkartraditioner. Såväl hans far som hans farfar och farfars far tjänstgjorde som läkare vid flottan i Karlskrona. Fadern, Carl Absalon Fürst, var förste bataljonsläkare i Karlskrona och gifte sig med Betty Hubendick-Fürst, halvsyster till Carl Jacob Hubendick. Carl Magnus Fürsts äldre bror var överingenjören vid Härnösands varv och mekaniska verkstad Oscar Fredrik Fürst (1850–1926). 
Fürst blev student vid Uppsala universitet 1874, medicine kandidat vid Karolinska Institutet i Stockholm 1882, medicine licentiat vid Lunds universitet 1885, medicine doktor där 1887, extra ordinarie professor i anatomi och histologi 1888. Han var ordinarie professor i anatomi vid Lunds universitet 1904–1919 och blev kommendör av första klassen Nordstjärneorden 1898. 
Fürst gifte sig i Oslo år 1885 med Hanna Olga Haanshus (1863–1938), dotter till apotekaren Ole Andreas Haanshus och Hanna Olberg. Deras son Carl Andreas (1888–1981) gifte sig 1916 med Ebba Reventlow (1891–1970), och såväl han själv som två söner, Bo Eskil (1919–1988) och Carl Sigvard (1921–2012) blev så småningom också läkare. Dottern, gymnastikdirektören Sigrid Betty Fürst (1894–1922), gifte sig med jägmästare Ludvig Mattsson-Mårn.
Fürst begravdes i familjegraven på klosterkyrkogården i Lund.

## Forskning
Bland Fürsts anatomiska skrifter märks Bidrag till kännedomen om sädeskropparnas struktur och utveckling (gradualavhandling, 1886) Ein Beitrag zur Kenntniss der Scheide der Nervenfasern (i "Morphologische Arbeiten", band 6, 1896), Der Musculus Popliteus und seine Sehne (i Fysiografiska sällskapets handlingar, 1903), Zur Kenntniss der Histogenese und des Wachsthums der Retina (ibid., 1904).
Därjämte ägnade sig Fürst åt etnografisk och antropologisk forskning och utgav inom sistnämnda område, bland annat i förening med Gustaf Retzius, Anthropologia suecica. Beiträge zur Anthropologie der Schweden (1902; av Vetenskapsakademien belönt med Letterstedtska priset), ett arbete, som stöder sig på antropologiska mätningar av 44 939 21-åriga värnpliktiga. Vidare kan nämnas Zur Kraniologie der Schwedischen Steinzeit (1912), som bringar mycket nytt material utöver Retzius "Crania suecica antiqua", Crania groenlandica (tillsammans med Frederik Carl Christian Hansen, 1915), Trepanerade svenska kranier från äldre tid (i "Lunds universitets årsskrift", 1913), Några nyfunna trepanerade svenska fornkranier (i "Fornvännen" 1917), Neolithische Schädel von der Insel Ösel (i "Baltische Studien zur Archäologie und Geschichte", 1914), När de döda vittna (1920), en sammanfattning av hans viktigare undersökningar och resultat, och Magnus Ladulås och Karl Knutssons gravar i Riddarholmskyrkan (1921). Fürst ledde i juli 1917 den officiella undersökningen av Karl XII:s kvarlevor i Riddarholmskyrkan. Fürst tillbakavisade skarpt Sven Nilssons slutsatser av sina studier av kraniematerial från stenkammargravarna från yngre stenåldern och samtida kraniematerial i Skandinaviska Nordens ur-invånare, att våra förfäder var lappar.
Också till den svenska medicinens historia lämnade Fürst bidrag genom utgivandet av Anders Retzius brev till Arvid Henrik Florman (1896), genom uppsatser om Florman och veterinärvetenskapen (i Lunds universitets årsskrift, band 35, 1899) och Kilian Stobæus den äldre och hans brevväxling (ibid. 1907) med mera.

## Konfrontation med den rashygieniska rörelsen

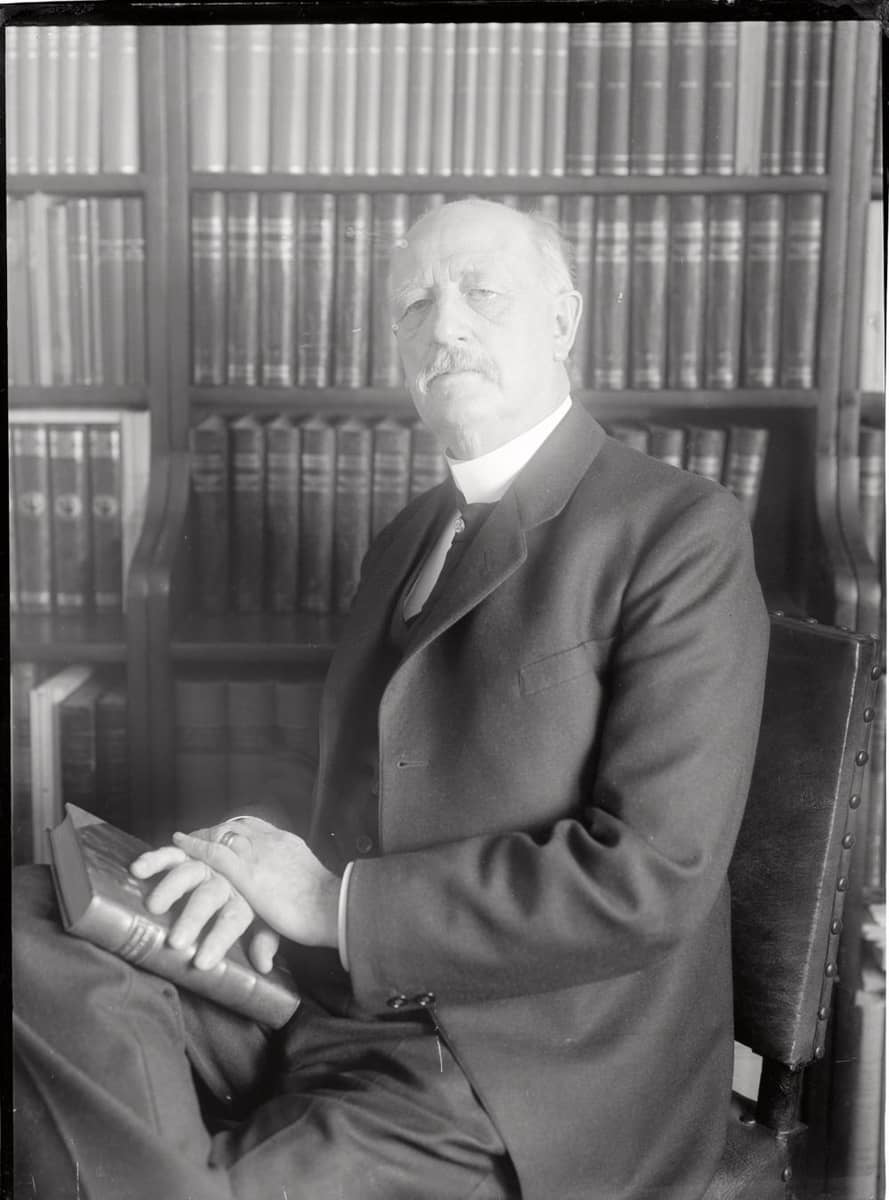
Fürst på äldre dagar, fotograferad av Per Bagge 1929. Lunds universitetsbiblioteks bildsamlingar

Carl Magnus Fürst och Gustaf Retzius konfronterades med den rashygieniska rörelsen när den ene av den tyska rörelsens två huvudmän, Ernst Rüdin, sommaren 1907 besökte Sverige i akt och mening att rekrytera Retzius och Fürst. På Fürsts initiativ valde de båda svenska anatomerna dock att avvisa inviten eftersom han uppfattade dess missionerande samhällsengagemang för den nordiska rasens försvar som oförenligt med deras ställning som vetenskapsmän. När det Svenska sällskapet för rashygien väl bildades 1909 var både Retzius och Fürst frånvarande.
År 1920 var Fürst emellertid en av de framträdande vetenskapsmän som tillsammans med en bred opinion, däribland statsminister Hjalmar Branting, stödde riksdagsmotionen om att upprätta ett Statens institut för rasbiologi. År 1936, året efter Fürsts död, utgavs på Bonniers Förlag Människoraserna och moderna rasproblem av Gaston Backman, vilken dedicerade sitt verk till Carl Magnus Fürst den frejdade svenske antropologen i vördnad Författaren. Av Backmans förord, s. 5 i nämnda bok, framgår att Professor C. M. Fürst, som bistått mig med litteratur och anvisningar är jag även mycken tack skyldig. ... Lund 12 september 1934.

## Övriga uppdrag
Fürst verkade under en tid som vikarie för professor Carl Curman på Konstakademien; han var således lärare i plastisk anatomi för många av de s.k. Opponenterna: Robert Thegerström, Richard Bergh, Oscar Björck, Anders Zorn och Hanna Pauli, m.fl. Senare verkade han i samma kapacitet även i Lund, då han undervisade en ny generation konstnärer, däribland Tora Vega Holmström 1897–1898.
Som inspektor för Sydsvenska Gymnastikinstitutet och ledamot av den stora gymnastikkommittén bidrog Fürst till den svenska gymnastikens utveckling och spridning. Fürst blev ledamot av Fysiografiska sällskapet i Lund 1890, av Vitterhets-, historie- och antikvitetsakademien (1908) och Vetenskapsakademien (samma år) samt medicine hedersdoktor vid Kristiania universitet (1911).
Carl Magnus Fürst var även ordförande i Medicinska Föreningen från dess bildande 1894 fram till 1914 och blev hedersmedlem i samma förening i samband med sin avgång som ordförande.

## Digitaliserad litteratur
- (på tyska) Zur Anthropologie der prähistorischen Griechen in Argolis. Lund: Gleerup. 1930. Libris gvd0718hdb2wgmj9. http://hdl.handle.net/2077/68288
- (på tyska) Zur Kenntnis der Anthropologie der prähistorischen Bevölkerung der Insel Cypern. Lund. 1933. Libris 7m5v1c3s5d1n6f6m. http://hdl.handle.net/2077/68299